# Državna cesta D236
D236 je državna cesta u Hrvatskoj. Ukupna duljina iznosi 6,109 km.

## Naselja
- Komarna
- Duboka
- Klek